# اشتولینگن
شهر اشتولینگن (به آلمانی: Stühlingen) در ایالت بادن-وورتمبرگ در کشور آلمان واقع شده‌است.